# A New Kind of Science
A New Kind of Science (Наука нового типа) — популярная, отмеченная многими наградами и вызывающая разногласия в оценках книга Стивена Вольфрама, изданная в 2002 году. Она содержит эмпирическое и систематическое обсуждение таких вычислительных систем, как клеточный автомат. Вольфрам называет эти системы простыми программами и утверждает, что научная философия и методы, применимые для изучения простых программ, также являются применимыми и в других областях науки.

## Содержание

### Вычисления и их сущность
Основными положениями книги A New Kind of Science являются утверждение, что природу вычислений необходимо изучать экспериментально, а также утверждение, что результаты этих экспериментов имеют большое значение для понимания окружающего мира, который предполагается дискретным. С первого введения понятия вычислений в 1930-х годах к ним традиционно подходили либо с точки зрения инженерного дела, в рамках которого практически применимые системы создаются на основе вычислений, либо с точки зрения математики, занимающейся доказательством теорем, касающихся вычислений (хотя уже в 1970-х вычислительную науку как дисциплину описывали как пересечение математических, инженерных и научно-эмпирических традиций).
В некоторой степени идеи изложенные Вольфрамом перекликаются с мыслями Конрада Цузе в его работе Calculating Space, написанной в 1969 году.
Вольфрам описывает свой подход как введение третьей важной традиции систематического эмпирического изучения вычислительных систем как таковых. Однако проводя научное изучение вычислительных систем, Вольфрам в конце концов приходит к заключению о необходимости совершенно нового метода. По его мнению, традиционная математика была не в состоянии по существу описать наблюдаемую сложность динамики этих систем. Он высказывает предположение, что каждая система состоит из многих более или менее идентичных элементов, допуская возможность присутствия различных типов элементов в одной и той же системе, и что каждый элемент имеет ограниченное число возможных состояний. Состояние элемента зависит от состояний расположенных рядом элементов и правил, определяющих эту зависимость. Посредством сочетания экспериментальных и теоретических подходов в книге излагается метод, который Вольфрам считает наиболее перспективным для успешного продвижения в научном изучении вычислительных систем и применимым в широком ряде дисциплин (биология, экология, социология, планирование дорожного движения).

### Простые программы
Основным предметом «нового вида науки» Вольфрама является изучение простых абстрактных правил — по сути элементарных компьютерных программ. Почти в любом классе вычислительных систем можно быстро найти примеры высокой сложности даже среди самых простых его представителей. Это утверждение остаётся верным независимо от компонентов системы или деталей её устройства. Среди систем, изучаемых в книге, рассматриваются одномерные, двумерные и трёхмерные клеточные автоматы, мобильные автоматы, одномерные и двумерные машины Тьюринга, несколько вариантов систем замещения и сетевых систем, примитивные рекурсивные функции, вложенные рекурсивные функции, комбинаторы, тег системы, машины с регистрами, записать наоборот и сложить. Простые программы должны удовлетворять следующим требованиям:
1. Её работу можно полностью объяснить с помощью простого графического изображения.
2. Её можно полностью объяснить несколькими предложениями естественного языка.
3. Её можно реализовать на компьютерном языке в несколько строчек кода.
4. Число её возможных вариаций достаточно мало для того, чтобы всех их можно было найти вычислительным образом.

Среди простых программ наблюдается значительный диапазон поведения. Для некоторых из них была доказана Тьюрингова полнота. Другие обладают свойствами, знакомыми из традиционных дисциплин, такими как термодинамическое поведение, непрерывное поведение, динамические инварианты, перколяция, чувствительность к начальным условиям, и др. Простые программы использовались в качестве моделей дорожного движения, структур материалов, роста кристаллов, биологического роста, различных социологических, геологических и экологических явлений. Дополнительным свойством простых программ является тот факт, что их усложнение не сказывается на общей сложности их динамики. Книга A New Kind of Science утверждает, что это является свидетельством достаточности простых программ для улавливания сути практически любой сложной системы.

## Критика
Учёные, критикующие книгу, отмечают, что хотя опубликованный в ней результат о полноте по Тьюрингу правила 110 (принадлежащий сотруднику Вольфрама Мэтью Куку) интересен, но в целом автор преувеличивает значение своих результатов, не упоминает предшествовавшие, более содержательные работы на те же темы, и демонстрирует непонимание многих областей, о которых рассуждает.